# General Mobile Radio Service
General Mobile Radio Service (GMRS) ist eine Funkanwendung, die besonders in den USA und in Südamerika gebräuchlich ist. 
Jeder, der über eine GMRS-Funklizenz verfügt, darf GMRS-Funkgeräte nutzen, um auf dem eigenen Land/Grundstück, bei Wanderungen, Sportausflügen, beim Trekking und Gleitschirmtouren auch außerhalb des eigenen Besitzes, zu kommunizieren. Die Funkgeräte dürfen an Verwandte, Lebenspartner und Mitglieder der unmittelbaren Familie des Lizenzinhaber übergeben werden, auch wenn diese keine Funklizenz besitzen. Das Besondere an diesen handlichen Geräten ist die Reichweite von bis zu 25 Kilometern.
Typischerweise sind GMRS-Funkgeräte kleine Handfunkgeräte ähnlich den gängigen Geräten im Walkie-Talkie-Stil für Freenet, PMR-Funk (PMR446) und SRD-Funk (ehem. LPD) oder CB-Funk.

## Technische Information
GMRS verwendet Frequenzen im UHF-Band. Die Nutzung von Relaisstationen wird unterstützt. Die Antennen am Gerät können ausgetauscht bzw. stationäre Antennen angebracht werden. GMRS umfasst 15 Kanäle, sieben dieser Kanäle teilt GMRS mit dem lizenzfreien Jedermannfunk Family Radio Service (FRS). Üblich und fast nur noch zu kaufen sind Hybridgeräte, die neben GMRS auch FRS unterstützen. Die FRS-Kanäle 8 bis 14 können nicht von GMRS-Geräten genutzt werden; für diese Frequenzen ist ein FRS-Funkgerät erforderlich. Bei den Hybridgeräten sind nur die Kanäle 8–14 aus dem FRS-Band. Auch für das Senden auf diesen gemeinsam genutzten Kanälen wird eine Lizenz benötigt wenn, wie es meist der Fall ist, die effektive Sendeleistung höher als 500 Milliwatt (½ Watt) ist. In der Regel verfügen die GMRS-Funkgeräte über 5 Watt Sendeleistung. Es liegt beim Betreiber des Gerätes, die geltenden Vorschriften zu beachten und einzuhalten.
Bei guten Sichtverhältnissen, etwa von Bergspitze zu Bergspitze oder in der Luft, sind durchaus Verbindungen über mehr als 100 km möglich.

## Liste der Kanäle
| Name  | Unterband (MHz) | Oberband (MHz) |
| ----- | --------------- | -------------- |
| „550“ | 462,550         | 467,550        |
| „575“ | 462,575         | 467,575        |
| „600“ | 462,600         | 467,600        |
| „625“ | 462,625         | 467,625        |
| „650“ | 462,650         | 467,650        |
| „675“ | 462,675         | 467,675        |
| „700“ | 462,700         | 467,700        |
| „725“ | 462,725         | 467,725        |

Die Unterbandfrequenz ist die Eingabefrequenz der Relaisstation. Die Oberbandfrequenz ist die Ausgabefrequenz der Relaisstation
| Name   | FRS-Kanal | Frequenz (MHz) |
| ------ | --------- | -------------- |
| „5625“ | FRS 1     | 462,5625       |
| „5875“ | FRS 2     | 462,5875       |
| „6125“ | FRS 3     | 462,6125       |
| „6375“ | FRS 4     | 462,6375       |
| „6625“ | FRS 5     | 462,6625       |
| „6875“ | FRS 6     | 462,6875       |
| „7125“ | FRS 7     | 462,7125       |